# Andros (Bahama's)
Andros is het grootste eiland van de Bahama's. Het eiland telt 7.686 inwoners op een oppervlakte van 5.975 km² (vergelijkbaar met Groningen en Friesland samen), waarmee het een bevolkingsdichtheid heeft van slechts 1,3 inwoners/km². Het eiland bestaat eigenlijk uit 3 kleinere eilanden: North Andros, Mangrove Cay en South Andros, die samen de helft van de oppervlakte van het land vormen. Het koraalrif van dit eiland is het op twee na grootste ter wereld.
Het eiland kent het grootste aantal blauwe gaten ter wereld. Voor de kust liggen ook mangrovenbossen. In het binnenland liggen bossen van Bahamaanse dennen.